# Люй Чжи
Лю́й Чжи (кит.: 呂雉; піньїнь: Lǚzhì; 241 до н. е. — 180 до н. е.) — китайська державна і політична діячка. Дружина Лю Бана, першого імператора династії Хань. Імператриця династії (206 — 195 до н. е.), перша китайська правителька-жінка. Матір імператора Лю Іна та бабуся імператорів Лю Ґуна та Лю Хуна. 195 року до н. е., після смерті чоловіка, отримала титул верховної імператриці. Залишалася фактичною правителькою країни до своєї смерті. Посмертне ім'я — імператри́ця Ґа́о (кит.: 高皇后; піньїнь: Gāo Huánghòu). Вважається однією з «трьох найгірших правительок» в історії Китаю поряд з імператрицями У Цзетянь та Цисі. В історіографії називається також імператрицею або верховною імператрицею Люй.

## Біографія

### Молоді роки
Походила з аристократичної, збіднілої родини. Народилася у містечку Шанфу у сучасній провінції Шаньдун. Донька Люй Вена, державного чиновника. При народжені отримала ім'я Чжи. Замолоду Люй разом із родиною переїздить до повіту Пей. Тут родина Люй затоваришувала з родиною Лю. Незабаром її видали заміж за Лю Бана, майбутнього імператора. З початком численних повстань проти династії Цінь останній також створив повстанський загін.
Увесь час повстання, а також після падіння династії Цінь у 206 році до Р. Х. та протистояння Лю Бана з його головним соперником у боротьбі за владу, Сяном Юєм (232–202 до н. е.), Лю Чжи знаходилася у повіті Пей. Починаючи з цього часу, вона товаришувала із Шенєм Їцзі 審食其 (Shěn Yìjī), який пізніше став її головним радником. Через три роки Лю Чжи переїхала до ставки чоловіка у Наньїн.

### Дружина імператора
У 202 році до н. е., після своєї перемоги, Лю Бан оголосив себе імператором нової династії, Хань (до цього часу він носив титул вана царства Хань, який йому надав Сян Юй). Згодом імператорська родина переїхала до нової столиці Чанань. Під час численних походів проти повсталих феодалів Лю Бан передавав керування державними справами Люй Чжи, яка проявила себе з найкращого боку. Вона зуміла встановили гарні стосунки з чиновниками та місцевою знатю. Разом з тим допомагала чоловікові позбутися впливових військовиків, що становили загрозу династії. У 196 році до Р. Х. Люй Чжи наказала стратити Хан Сіня та Пен Юе.
Водночас вона активно просувала у спадкоємці свого сина Лю Іна, майбутнього імператора. При цьому боролася з іншими наложницями та дружинами імператора. Отримала погану славу жорстокістю до своїх суперниць.

### Володарка

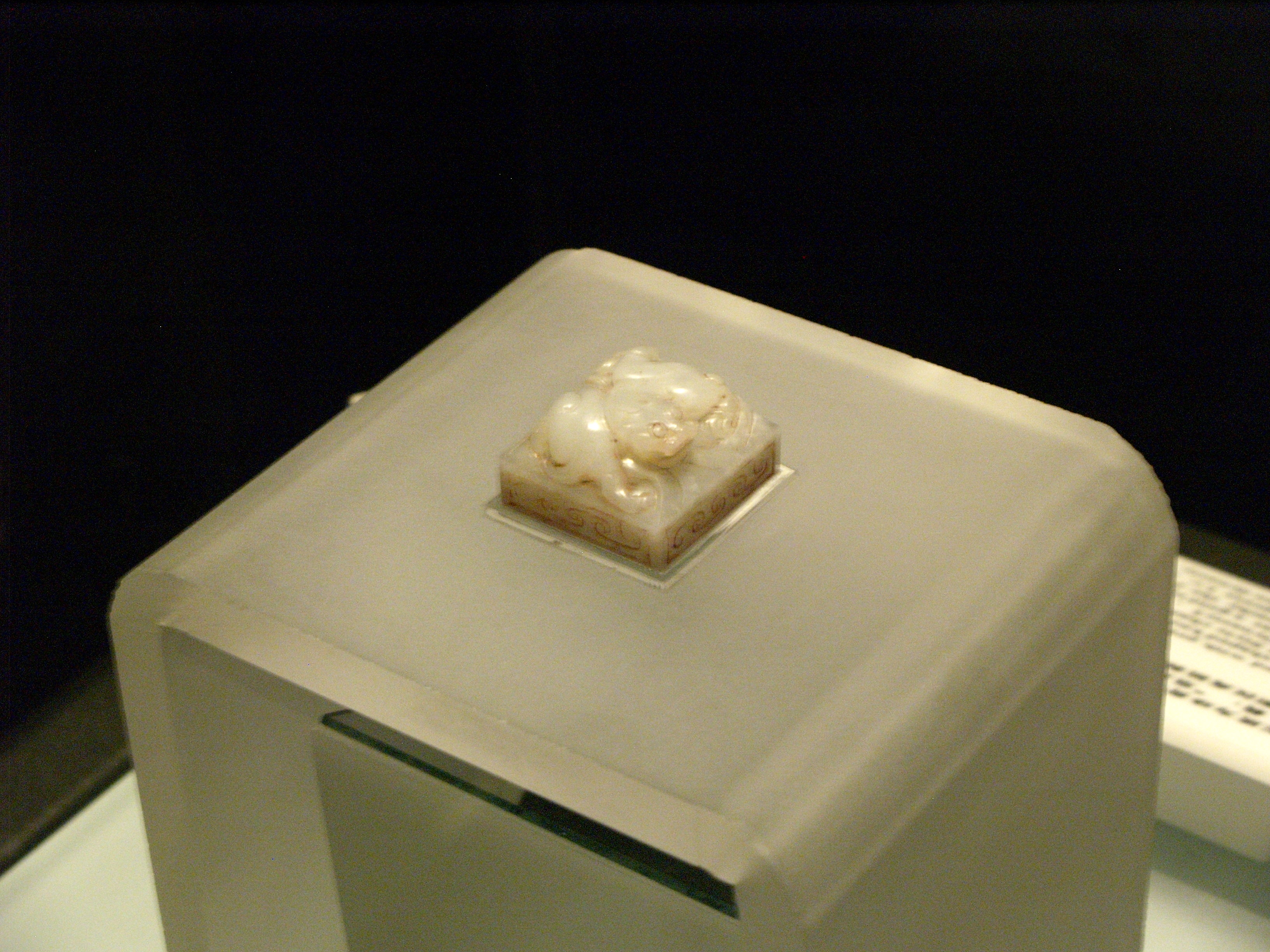
Нефритова печатка Люй Чжи.

Після смерті Лю Бана у 195 році до н. е. новим імператором став син Люй Чжи — Лю Їн. Втім фактично керувала країною його мати. Вона видавала імператорські накази, користувалася державною печаткою, визначала зовнішню політику. Втім їй не вдалося відбити численні напади племен сюнну, а також захопити державу Намв'єт. При цьому її підтримувала значна частина чиновників та військовиків. Вона наказувала страчувати усіх дітей Лю Їна від наложниць, а потім одружила сина на своїй небозі Чжан. Крім того, вона отруїла сина свого покійного чоловіка Лю Бана від іншої дружини — князя Лю Фея, а ще одного — Лю Ю — запроторила за ґрати, де той сконав.
Після смерті імператора Лю Їна в 188 році до Р. Х. Люй Чжи домоглася обрання новим імператором свого онука — Лю Ґуна, втім залишилася фактичною правителькою імперії. Коли онук намагався виступити проти Люй, вона організувала заколот і скинула того з трону, а потім наказала стратити. Новим імператором за бажанням Люй Чжи став Лю Хун.
Для зміцнення свого впливу Люй протягом 186–181 років до н. е. зробила багатьох родичів ґунами (князями) та хоу (маркизами), а свою сестру Люй Ся — бо (графинею). Люй Чжи надала родичам два найвищих службових пости динстії Хань, канцлера та головного військовика імперії.
Померла Люй Чжи у Чан'ані у 180 році до н. е. Після її смерті родина Люй намагалася захопити владу в імперії, знищивши рід Лю і династію Хань. Проте це їм не вдалося, в результаті чого рід Люй було знищено.